# Aldona Gustas

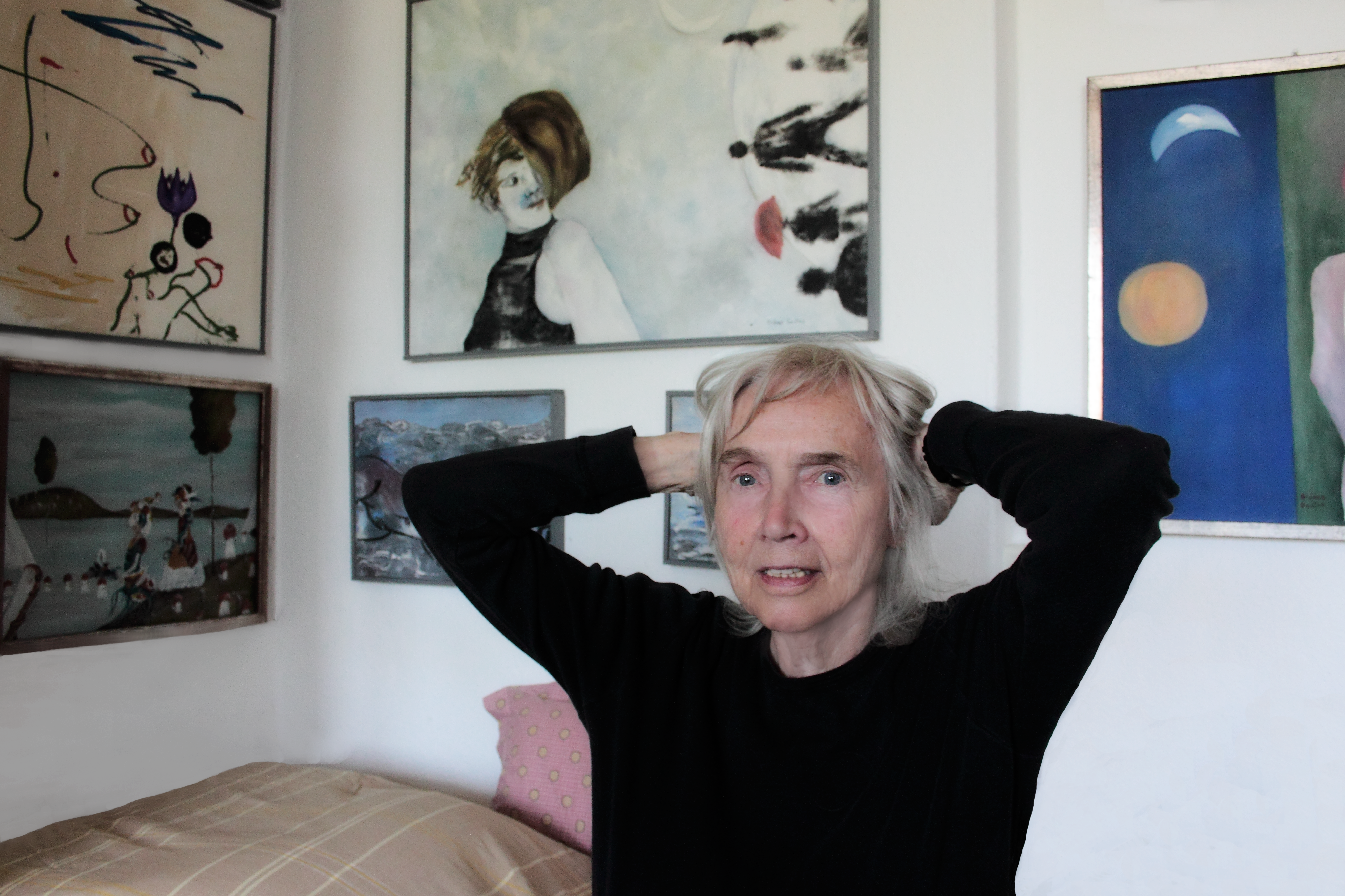
Aldona Gustas (2012)

Aldona Maria Gustas (* 2. März 1932 in Karceviškiai, Rajongemeinde Šilutė, Litauen; † 8. Dezember 2022 in Berlin) war eine deutsche Schriftstellerin, Dichterin und Malerin.

## Leben
Aldona Gustas verbrachte ihre frühe Kindheit in Litauen, das 1940 von der Sowjetunion besetzt wurde. Nach der Deportation des Vaters übersiedelte ihre Mutter mit ihr 1941 ins verbündete Deutschland, wo sie zunächst in Rostock und ab 1945 im damaligen West-Berlin lebte. Ab 1957 war sie dort als Autorin, ab 1970 auch als bildende Künstlerin tätig, die in Graphik und Malerei von Horst Strempel und Matthias Koeppel unterrichtet wurde. 1972 gründete sie gemeinsam mit Wolfdietrich Schnurre, Günter Grass, Kurt Mühlenhaupt und Günter Bruno Fuchs die Berliner Malerpoeten. Für diese Künstlervereinigung organisierte sie Ausstellungen im In- und Ausland und gab Kataloge heraus. Sie lebte und arbeitete auch nach der Wende weiterhin in Berlin.
Sie war mit dem Schriftsteller Georg Holmsten verheiratet. Aldona Gustas starb im Dezember 2022 im Alter von 90 Jahren.
Ihr Leben fasste sie einmal in einem kurzen Gedicht zusammen: „Ich war lange 1932 / ich war lange 1945 / ich war lange 1952 / ich war lange 1962 / ich war lange 1972 / in den Jahren dazwischen / lebte ich kurz“.

## Werk
Aldona Gustas debütierte 1962 mit dem Gedichtband »Nachtstraßen« in der Eremitenpresse von Victor Otto Stomps. Hans Sünderhauf illustrierte den Band mit seinen Holzschnitten. Seitdem erschien die Mehrzahl ihrer zahlreichen Gedichtbände in den Verlagen Eremitenpresse und Corvinus Presse, vielfach mit eigenen Zeichnungen und Grafiken. Aldona Gustas ist mit Gedichten in zahlreichen Anthologien und Literaturzeitschriften vertreten. Ihre Texte wurden ins Litauische, Italienische, Spanische, Französische, Russische, Polnische und ins amerikanische Englisch übersetzt. Sie war Mitglied der Varnhagen Gesellschaft, der Gesellschaft für zeitgenössische Lyrik und des Verbandes deutscher Schriftsteller (VS) in ver.di. Sie war Mitglied der GEDOK Berlin, die zum 90. Geburtstag im Sommer 2022 eine Ausstellung mit ihren Werken organisierte.
Sie war Mitglied der Künstlergilde Esslingen e. V.

## Einzeltitel (Auswahl)
- Kas Naujo Aldona (Was Neues, Aldona). Bildband, deutsch/litauisch. Raudondvaris, Kauno 2019, ISBN 978-609-95808-4-5.
- Zeit zeitigt. Corvinus Presse, Berlin 2017, ISBN 978-3-942280-40-2.
- Zu zweit über die Liebe. Zweisprachige Ausgabe: deutsch/litauisch. Übersetzt von Giedré Bartelt, Gestaltung: Edita Namajūniené, hrsg. v. Julius Keleras, Naujoli Romiva, Vilnius 2014, ISBN 978-609-8035-31-5.
- Würfelwörter. Splittergedichte. Corvinus Presse, Berlin 2013, ISBN 978-3-942280-24-2.
- Untoter. Reisegedichte. Suchgedichte. Georg Holmsten: Zeichnungen. Namenszüge, Corvinus Presse, Berlin 2011, ISBN 978-3-942280-13-6.
- Berliner Tagebuch. Gedichte. Eremiten-Presse, Düsseldorf 2006, ISBN 978-3-87365-341-2.
- Mitlesebuch 77. Ausgewählte Gedichte und Grafiken. Aphaia Verlag, Berlin 2005.
- Nachtversunken. Zweisprachige Ausgabe: Deutsch/Polnisch. Übersetzt von Waldemar A. Zamlewski. Wielkopolska Agencja Literacka, Posen 2004, ISBN 83-901586-7-1.
- Asyl im Gedicht.Eremiten-Presse, Düsseldorf 2001, ISBN 3-87365-326-5.
- Rahel Varnhagens Wetternotizen. In: Wenn die Geschichte um eine Ecke geht. Berliner Wissenschafts-Verlag, Berlin 2000, S. 49–65, ISBN 3-8305-0025-4.
- Sphinxfrauen. Texte und Zeichnungen. Corvinus Presse, Berlin 1999, ISBN 3-910172-64-4.
- aber mein Herz ist ein Herkules. Hundert Liebesgedichte. Eremiten-Presse, Düsseldorf 1998, ISBN 3-87365-314-1.
- Jetzt. Gedichte und Zeichnungen. Corvinus Presse, Berlin 1997, ISBN 3-910172-57-1.
- Sonnenzyklus. Corvinus Presse, Berlin 1997, ISBN 3-910172-59-8.
- Symbiosefrauen. Zeichnungen und Prosa. Corvinus Presse, Berlin 1993, ISBN 3-910172-18-0.
- Querschnitt. Gesammelte Gedichte 1962–1992. Eremiten-Presse, Düsseldorf 1992, ISBN 3-87365-269-2.
- Körpernaturen. Zeichnungen und Gedichte. Institut für Lippische Landeskunde, Detmold 1991, ISBN 3-9802501-9-9.
- Asyl im Geschlecht. Zeichnungen und Zeilen. Ladengalerie, Berlin 1990, ISBN 3-926460-15-6.
- Sekundenresidenzen. Gedichte und Bilder. Eremiten-Presse, Düsseldorf 1989, ISBN 3-87365-248-X.
- Erotische Gedichte von Männern. Deutscher Taschenbuch Verlag, München 1987, ISBN 3-423-10714-6.
- Erotische Gedichte von Frauen. Deutscher Taschenbuch Verlag, München 1988, ISBN 3-423-10448-1.
- Frankierter Morgenhimmel. Eremiten-Presse, Düsseldorf 1975.
- Berliner Malerpoeten. Einleitung von Karl Krolow. Nicolai, Berlin 1974, ISBN 3-87584-039-9, 2. Auflage 1978, ISBN 3-87584-074-7.
- worterotik. Wolfgang Fietkau Verlag (Schritte 21), Berlin 1971, ISBN 3-87352-021-4.
- Grasdeuter. Handpressendruck, Hannover 1962.
- Nachtstraßen. Eremiten-Presse, Stierstadt 1962.

## Auszeichnungen
- 1997: Rahel-Varnhagen-von-Ense-Medaille
- 1999: Bundesverdienstkreuz am Bande
- 2006: Medaille des Verdienstordens der Republik Litauen